# Casa memorială Vasile Alecsandri de la Mircești
Casa memorială Vasile Alecsandri de la Mircești este un muzeu memorial înființat în casa în care a locuit scriitorul Vasile Alecsandri (1821-1890) în satul Mircești din județul Iași. Satul se află în partea sud-vestică a județului Iași, la o distanță de 67 km de municipiul Iași, ajungându-se aici de pe DE 583 (DN 28), mergând apoi 4 km pe drumul din dreapta (DC 87), aflat imediat după podul pe râul Siret.

## Istoric
Conacul familiei Alecsandri a fost construit între anii 1861-1867 după propriile planuri ale poetului Vasile Alecsandri și sub atenta supraveghere a Paulinei Alecsandri (1840-1921), soția poetului, în satul Mircești, aflat la o distanță de 4 km de Drumul European Iași-Roman. Inițial au fost construite două camere și un hol, ulterior poetul extinzând casa pentru a o face mai încăpătoare. 
Casa se afla într-un parc cu stejari și nuci seculari, plantați de poet, precum și liliac. La o distanță de câteva sute de metri, Alecsandri a vrut să construiască inițial o școală de fete . 
În această casă modestă, a locuit poetul între anii 1866-1890, compunând o parte a operei sale literare. Aici au fost găzduiți prietenii poetului aflați în vizită la Mircești: mari personalități politice ori literare ca Ion Ghica, Costache Negri, Titu Maiorescu, A.D. Xenopol sau Eudoxiu Hurmuzachi, compozitorul maghiar Franz Liszt - care a concertat la Mircești, în drum spre Rusia sau rapsodul Barbu Lăutaru. 
Prin testamentul său din 21 septembrie 1886, poetul Vasile Alecsandri a lăsat soției sale, Paulina, casa și moșia sa din comuna Mircești. În anul 1914, văduva poetului și-a lăsat întreaga avere nepoatelor sale, Elena și Margareta Catargi, printr-un act de vânzare-cumpărare autentificat de Judecătoria Ocolului Rural Mircești, acestora revenindu-le obligația ca în termen de două luni să doneze averea liberă de orice sarcini Academiei Române.
În anul 1914, Academia Româna a intrat în posesia casei și a numit un custode pentru tot inventarul. Casa s-a aflat în custodia Academiei până în anul 1944, fiind permis accesul publicului vizitator. Ca urmare a luptelor purtate în apropiere în cel de-al doilea război mondial, conacul și exponatele au suferit o serie de daune, care a determinat necesitatea efectuării unor lucrări de restaurare. 
După război, casa și moșia lui Alecsandri au fost preluate abuziv de către statul român, trecând în administrarea Ministerului Artelor și Informațiilor. Odata încheiate reparațiile, conacul a fost deschis ca muzeu memorial la data de 9 iunie 1957. Exponatele au fost reorganizate în anul 1987, apoi, în perioada 1991-1993, s-au efectuat lucrari de restaurare. La finalizarea acestora, casa memoriala a fost redeschisa publicului vizitator la 19 septembrie 1993 . 
Odată cu înlăturarea regimului comunist de la conducerea României, Casa memorială Vasile Alecsandri de la Mircești a trecut în patrimoniul public al Consiliului Județean Iași. În anul 2005, Academia Română, prin președintele său, acad. Ionel Haiduc, a introdus o acțiune în justiție împotriva Consiliului Județean Iași, cerând restituirea în natură a moșiei din comuna Mircești, care a aparținut poetului Vasile Alecsandri. Printr-o hotărâre a Secției Civile a Tribunalului Iași, Academia Română a reintrat în posesia casei memoriale, a moșiei și a mausoleului de la Mircești.

## Exponate
Exponatele aflate în casa memorială de la Mircești au menirea de a reconstitui, cronologic, etape din viața scriitorului Vasile Alecsandri (perioada studiilor la Iași și Paris, debutul literar, activitatea de culegător de folclor și de dramaturg, participarea la Revoluția de la 1848, Unirea Principatelor Române, activitatea diplomatică a scriitorului și de membru al Societății Junimea), precum și momente legate de activitatea sa literară. Sunt expuse aici obiecte de mobilier originale (birou, pianină, oglindă, dulap, paturi), tablouri în ulei și fotografii de familie (portretele părinților și ale familiei), stampe, fotocopii după manuscrise, scrisori, ediții de opere, documente originale, aspecte privind creația dramatică și transpunerea ei scenică, diferite obiecte cu valoare memorială.

## Mausoleul lui Vasile Alecsandri
În curtea conacului, a fost construit între anii 1925-1927, din inițiativa Academiei Române și cu sprijinul Ministerului Artelor, un mausoleu asemănător ctitoriilor voievodale moldovenești, în care au fost strămutate la 19 mai 1928 osemintele poetului, înhumate inițial într-o criptă dintr-un colț al grădinii. De asemenea, au mai fost înmormântate aici și rămășițele părinților poetului - vornicul Vasile Alecsandri (1792-1854) și Elena Alecsandri (1800-1842) - aduse prin grija soției lui Alecsandri de la Biserica "Sf. Spiridon" din Iași și așezate la dreapta poetului, precum și ale soției sale, Paulina Alecsandri (1840-1921), amplasate la stânga poetului. 
Mausoleul a fost inaugurat festiv două săptămâni mai târziu, la data de 3 iunie 1928, în prezența mai multor membri ai Academiei Române și a personalităților politice și culturale cum ar fi Simion Mehedinți, I.Gh. Duca – ministrul instrucțiunii publice și cultelor, Alexandru Lapedatu - ministrul cultelor și artelor, episcopul Lucian Triteanu, D.C. Istrati, George G. Mârzescu, I. Onciul, colonelul Anghelescu - adjutant regal, printre cei care au luat cuvântul numărându-se și scriitorul Mihail Sadoveanu, după cum relatează ziarul "Adevărul" din 5 iunie 1928, sub titlul Pelerinajul Academiei la Mircești .

## Fotogalerie

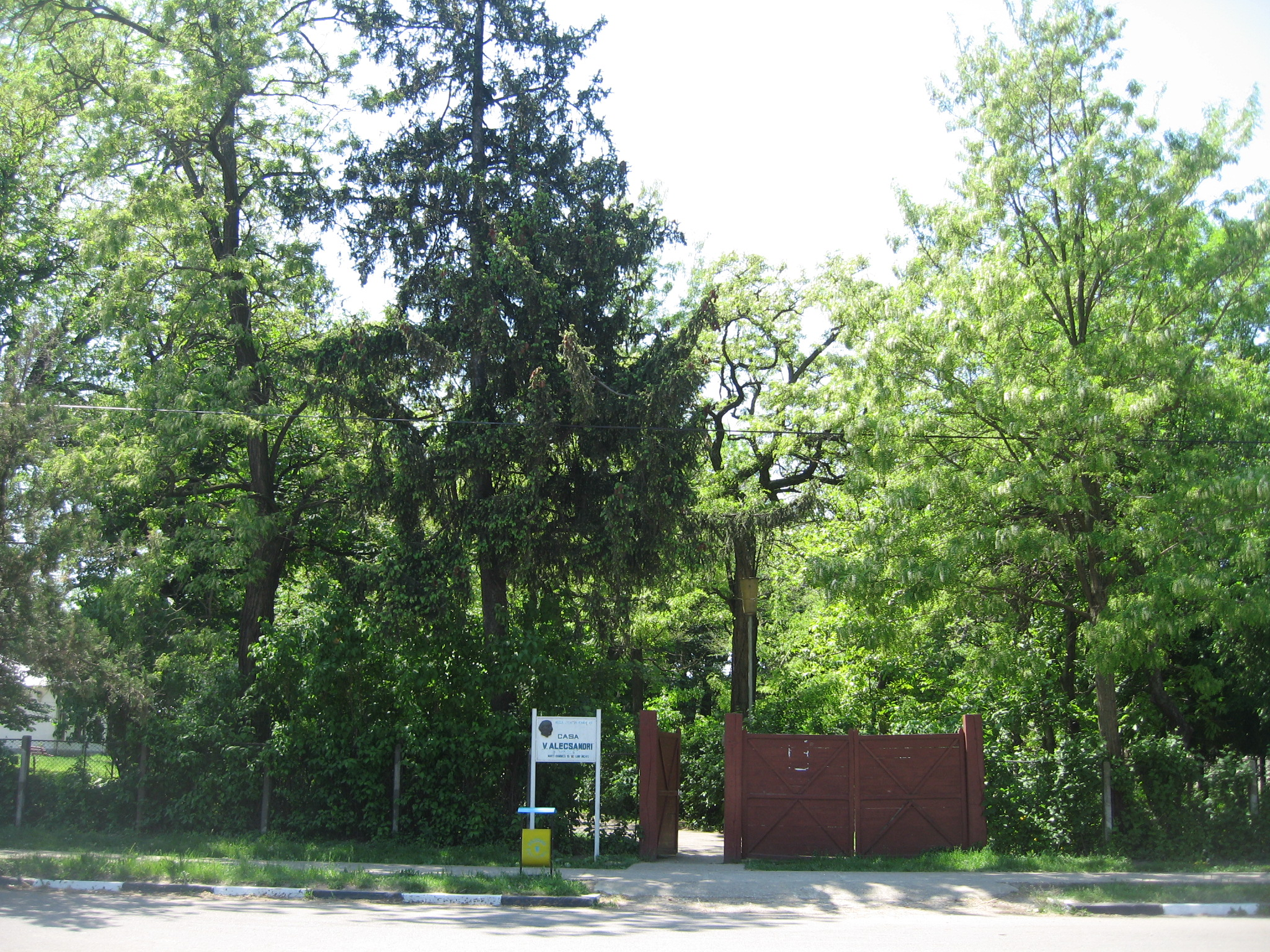
Intrarea în curtea Casei Memoriale
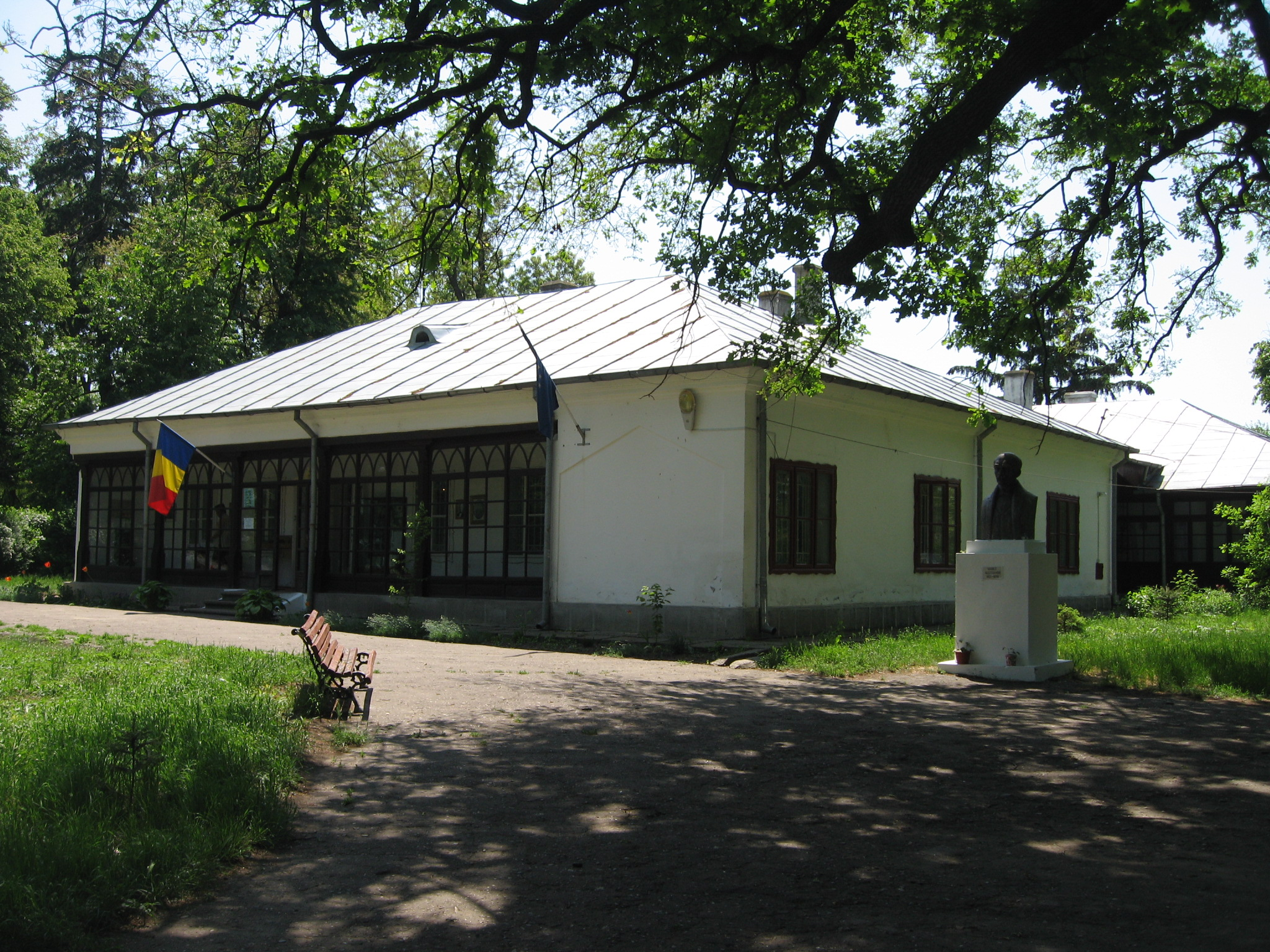
Casa memorială şi bustul lui Vasile Alecsandri
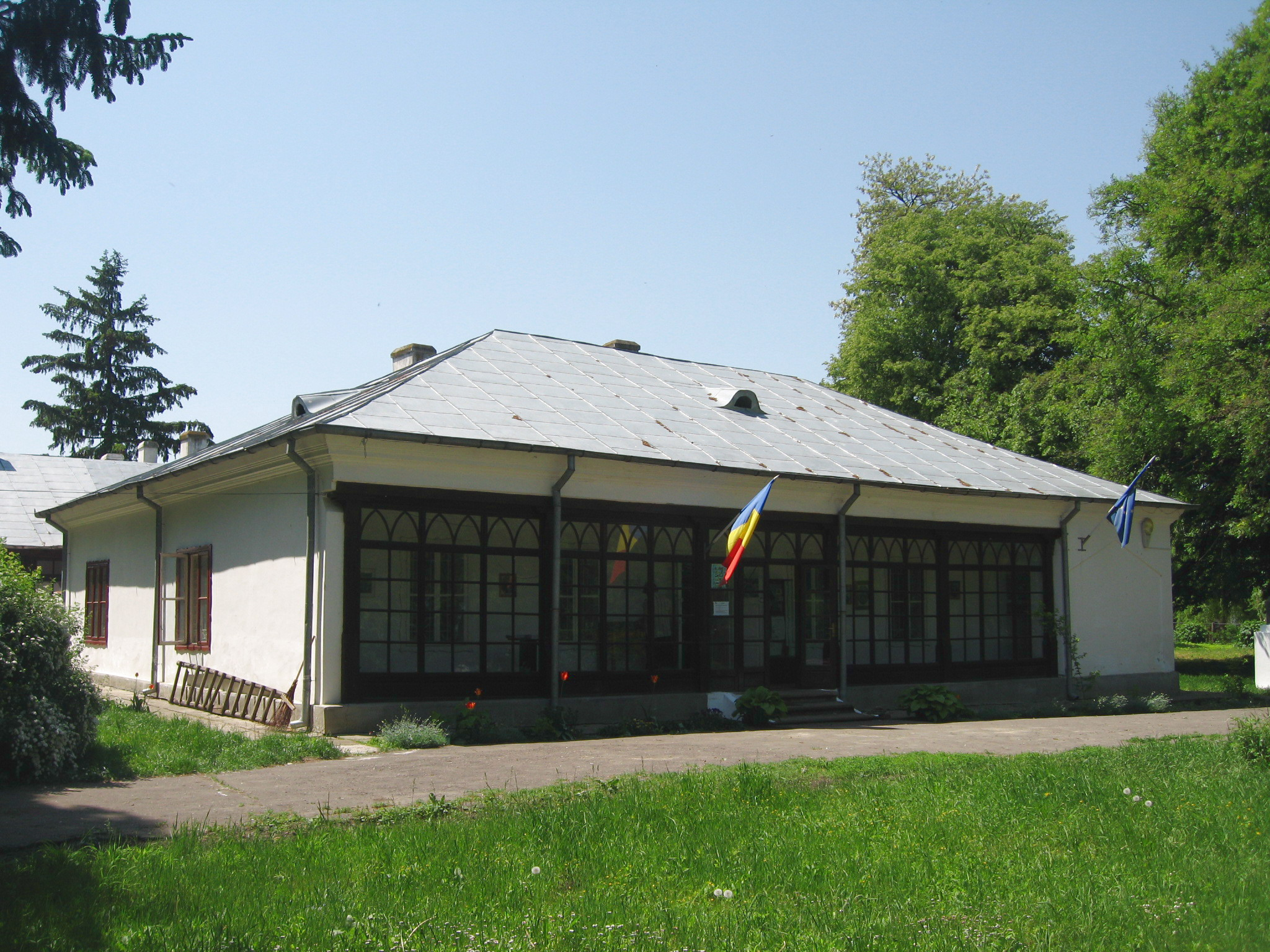
Vedere laterală asupra casei
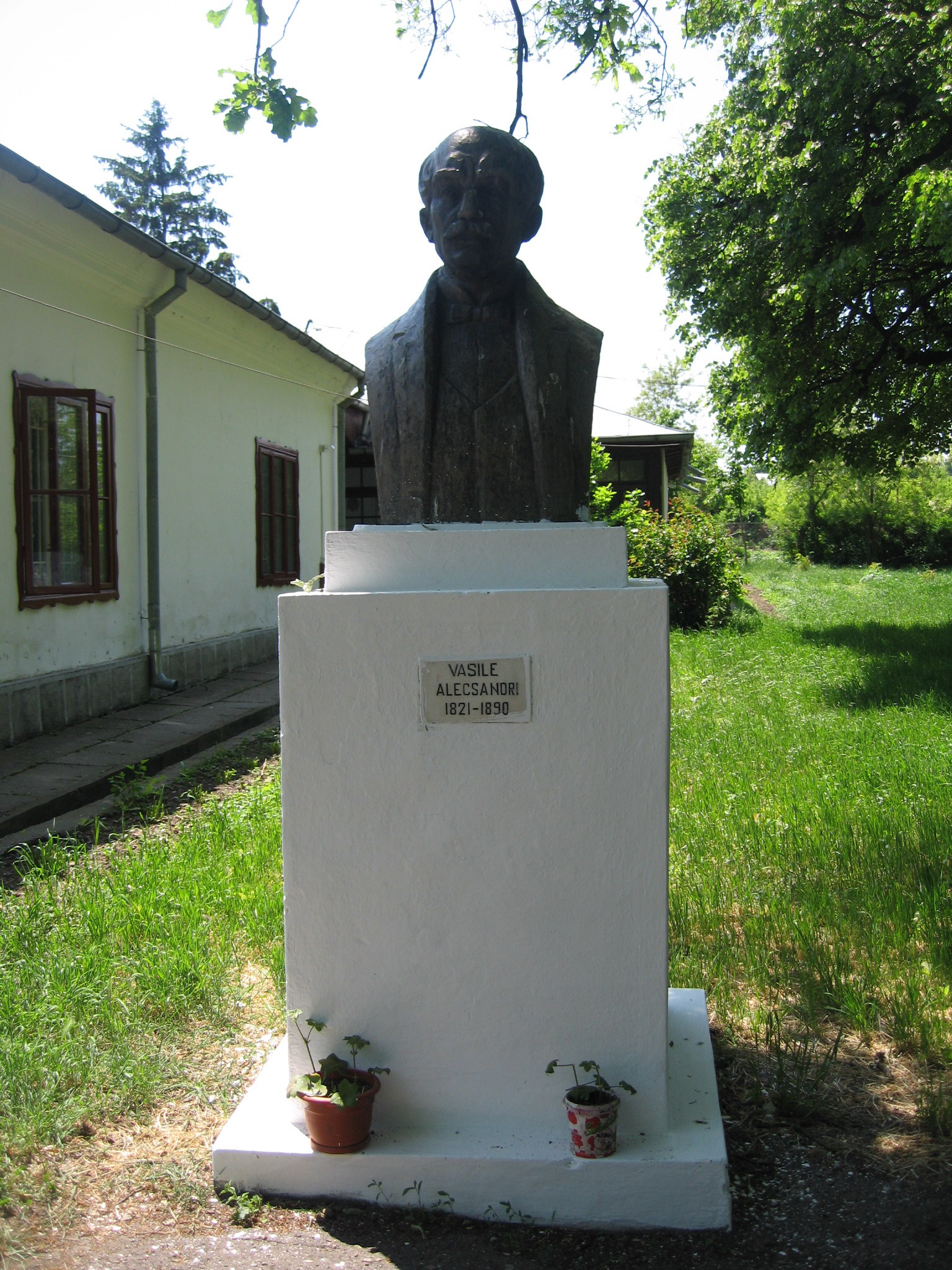
Bustul lui Vasile Alecsandri din faţa Casei memoriale
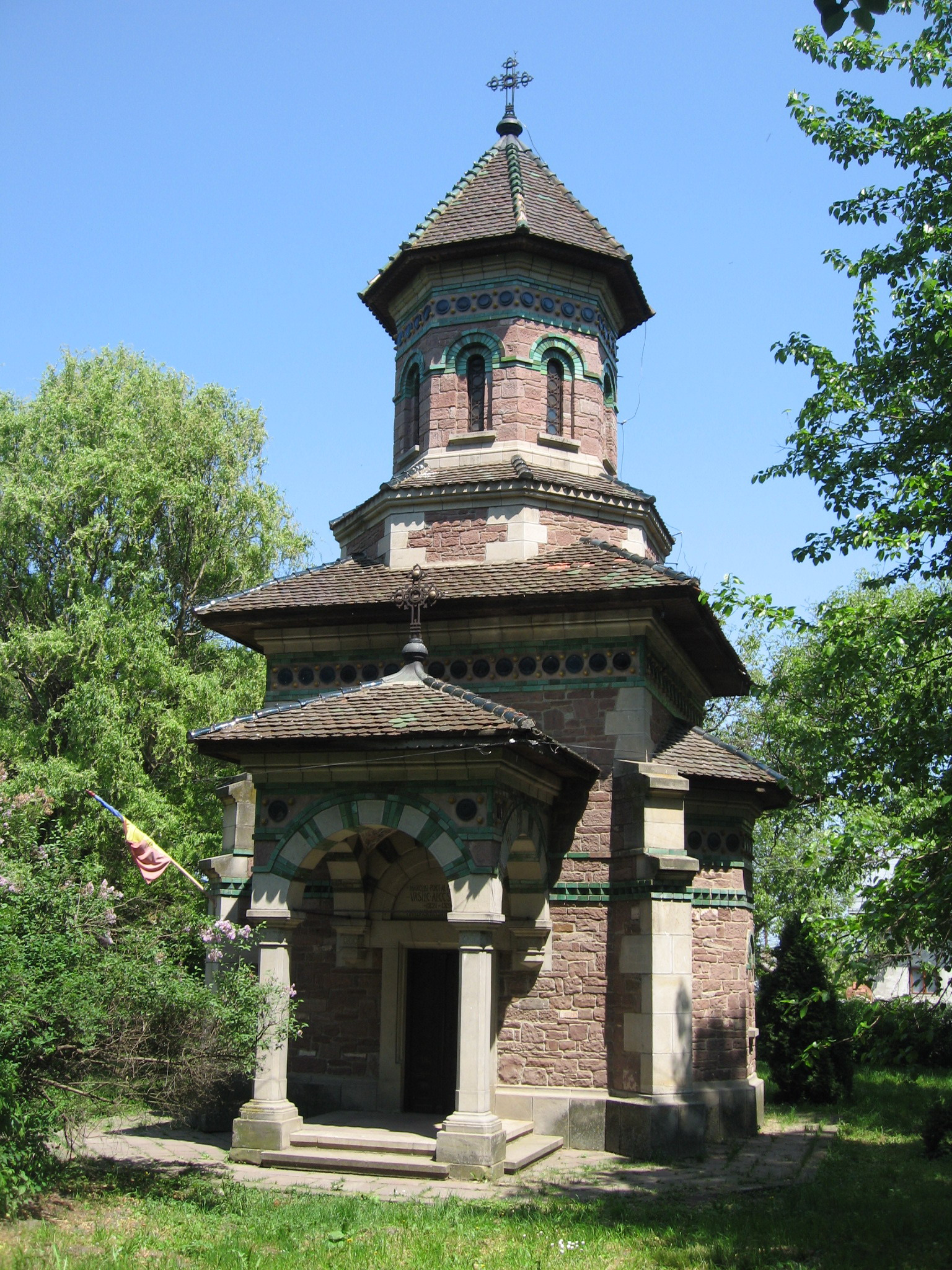
Mausoleul lui Vasile Alecsandri
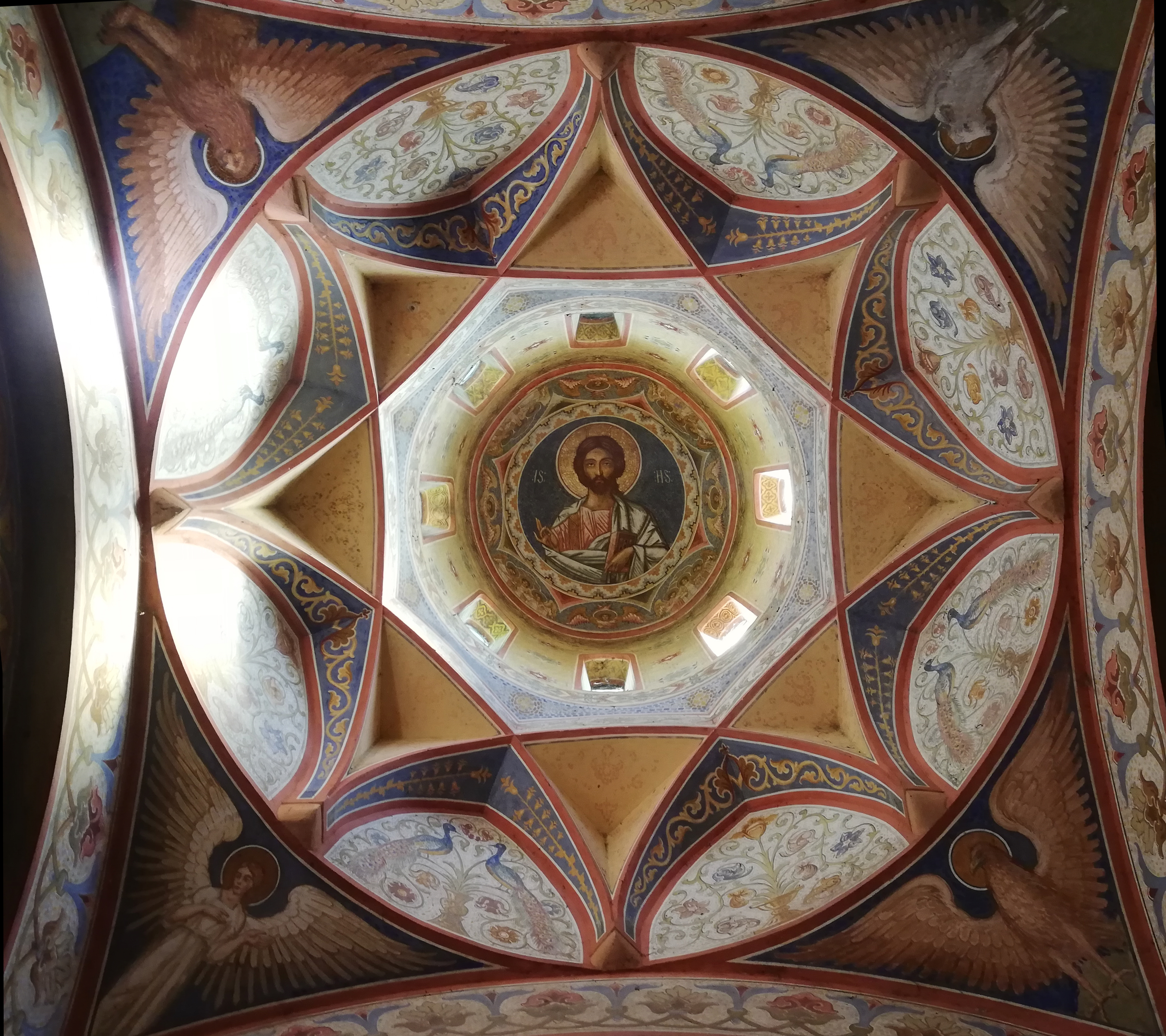
Detaliu cupolă
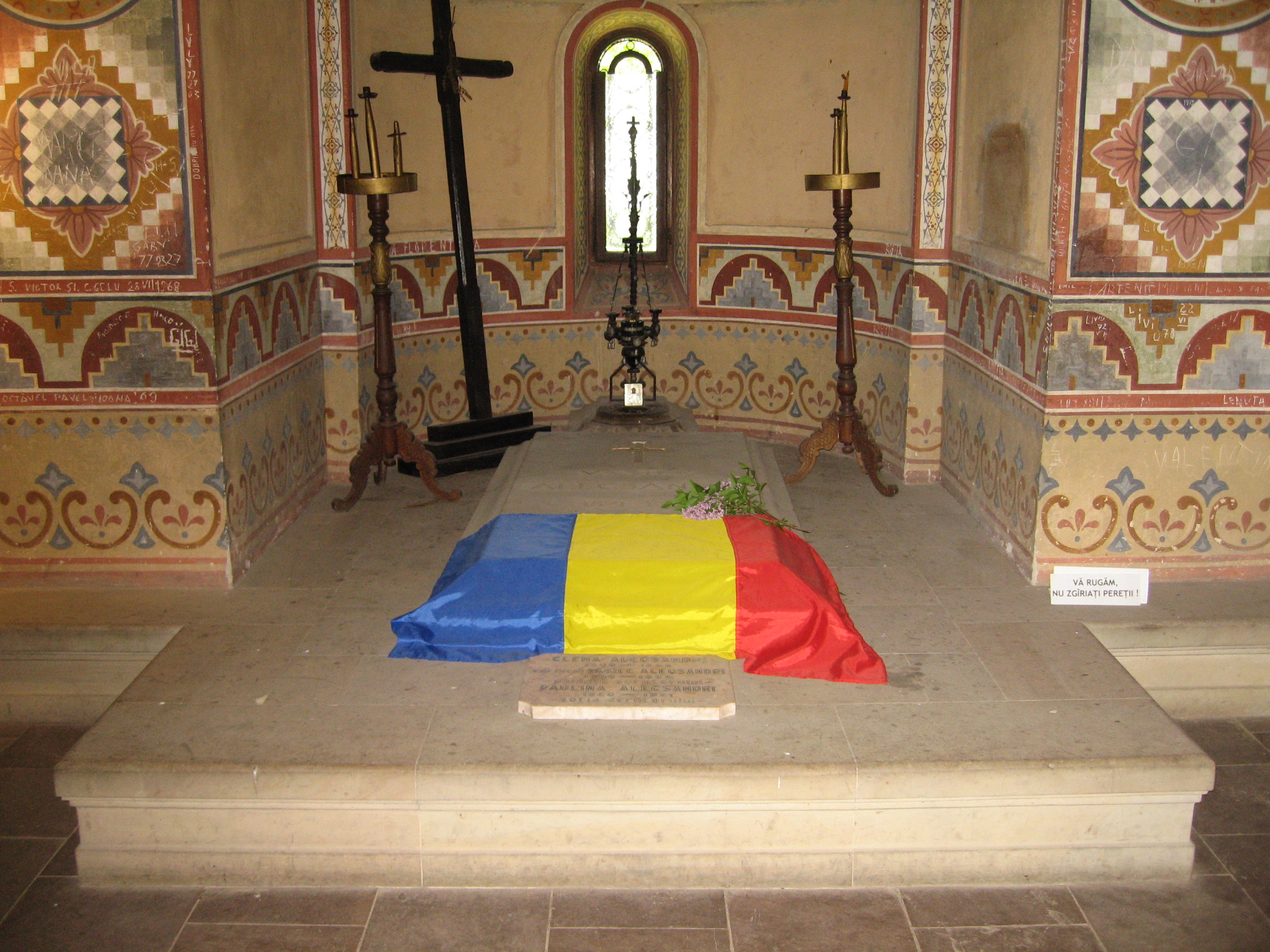
Mormântul lui Vasile Alecsandri
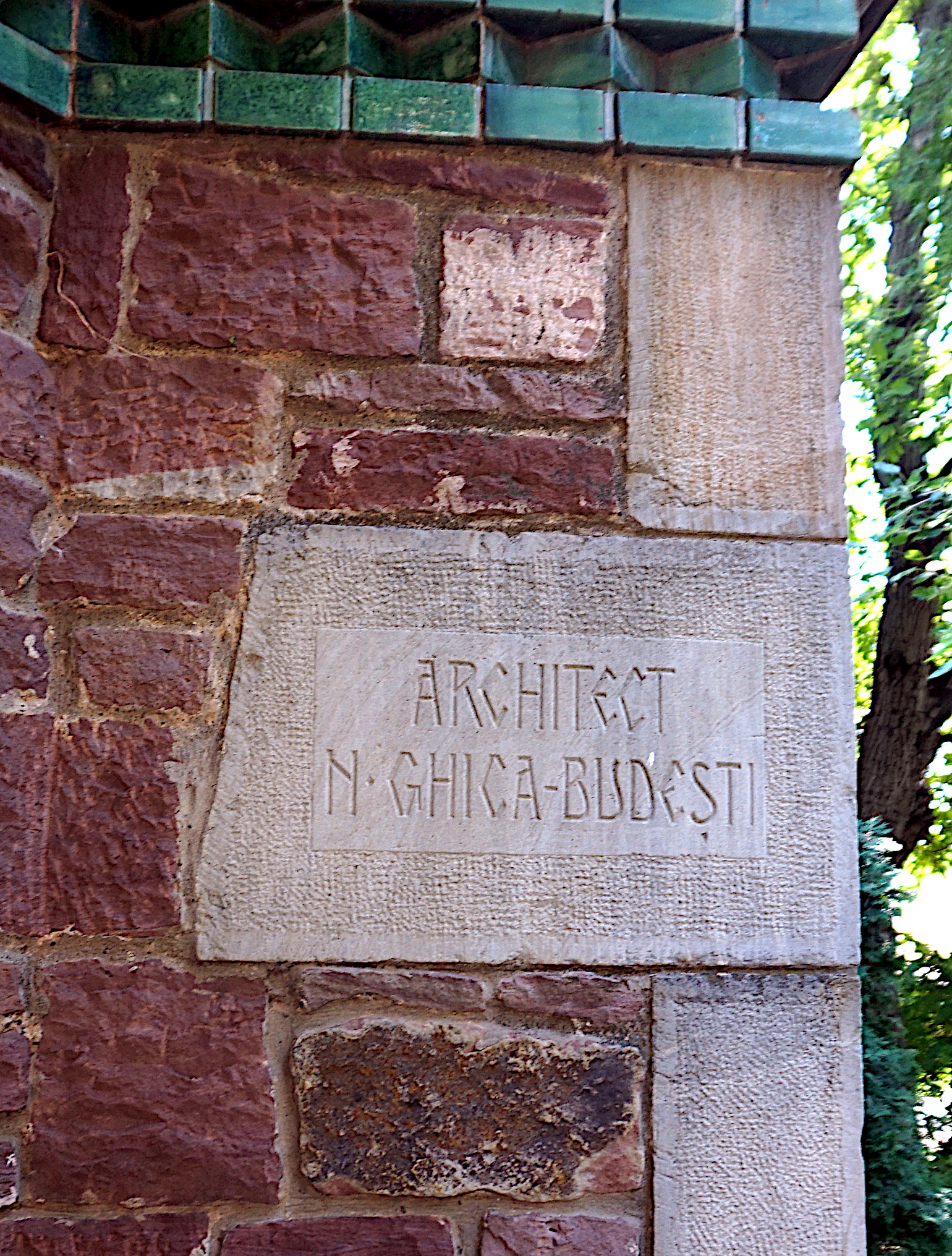
Mausoleul de la Mirceşti – detaliu = arhitect N. Ghica-Budești